# Thaumaglossa herrmanni
Thaumaglossa herrmanni es una especie de escarabajo de piel del género Thaumaglossa, de la familia Dermestidae, orden Coleoptera. Mide aproximadamente 3,5 mm de longitud.

## Distribución
Se distribuye por Asia: China.

## Taxonomía
Fue descrita por Háva en 2003.